# Z 31
Z 31  war ein Zerstörer des Typs 1936A (mob) der deutschen Kriegsmarine. Der erste große Einsatz des nach Kriegsbeginn bestellten Zerstörers war die Beteiligung an der Schlacht in der Barentssee Ende 1942 im Nordmeer. Der Zerstörer wurde bis 1944 in Norwegen eingesetzt. Beim Versuch, in die Ostsee zu verlegen, wurde Z 31 am 28. Januar 1945 mit Z 34 und Z 38 auf der Höhe des Sognefjords von britischen Kreuzern gestellt und erhielt etliche Treffer. Der vordere 15-cm-Doppelturm brannte aus und 55 Mann fielen auf Z 31. Nach einer Notreparatur in Oslo wurde der Zerstörer noch in der Ostsee eingesetzt und überstand den Weltkrieg.
Im Februar 1946 wurde der Zerstörer an Frankreich übergeben und von der französischen Marine als Marceau in Dienst gestellt. 1958 wurde die ehemalige Z 31 ausgesondert und zum Abbruch verkauft.

## Baugeschichte
Der Zerstörer Z 31 war das erste Boot des Typs 1936A (mob). Von den sieben bestellten Booten der Klasse entstanden vier im Werk Weser der Deschimag in Bremen und drei auf der Germaniawerft in Kiel. Die Bestellung dieser Zerstörer erfolgte nach Kriegsbeginn als etwas vereinfachte Variante des noch im Bau befindlichen Typs 1936A. Der Typ 1936A (mob) war somit keine Neuentwicklung und entsprach weitgehend den Vorgängern.
Wegen der hohen Bauauslastung von Deschimag/Weser u. a. mit dem letzten Vorkriegs-Zerstörerauftrags erfolgte die Kiellegung von Z 31 erst im September 1940, nach der Kiellegung der drei Germania-Bauten. Als Z 31 am 15. April 1941 vom Stapel lief, war Z 37 in Kiel bei Germania bereits seit drei Monaten vom Stapel gelaufen. Bei der Fertigstellung im April 1942 war Z 31 der erste fertige Zerstörer des Kriegsauftrags. Gleichzeitig war er der letzte Zerstörer der Typen 1936A und 1936A (mob), der nicht mit dem für diesen Typ entwickelten 15-cm-Doppelturm fertiggestellt wurde.

## Einsatzgeschichte
Z 31 wurde am 11. April 1942 in Dienst gestellt. Ihr erster Kommandant wurde Korvettenkapitän Hermann Alberts, der von April 1940 bis zum 25. Januar 1942 den Zerstörer Bruno Heinemann kommandiert hatte. Während der Ausbildungszeit wollte sich der Zerstörer am 6. November 1942 an der Rettung von Seeleuten des torpedierten kleinen Dampfers Elbing IX (ex Themis) beteiligen, kollidierte aber mit einem Motorschoner und musste für drei Wochen zur Reparatur in die Werft.
Ab dem 8. Dezember verlegte der wieder einsatzbereite Zerstörer mit dem Schweren Kreuzer Lützow und den Zerstörern Theodor Riedel und Karl Galster von Gotenhafen zum Altafjord in Nordnorwegen. Am Nachmittag des 30. Dezember ging Z 31 mit den beiden Schweren Kreuzern Admiral Hipper und Lützow unter Vizeadmiral Oskar Kummetz und der 5. Zerstörerflottille unter Kapitän zur See Alfred Schemmel mit den Zerstörern Richard Beitzen und Friedrich Eckoldt und den weiteren Zerstörern Z 29, Theodor Riedel und Z 30 gegen den britischen Nordmeergeleitzug JW 51B in See (Unternehmen Regenbogen). Die britische Zerstörergruppe unter Captain Robert Sherbrooke am Geleitzug verteidigte sich gegen die überlegenen Deutschen geschickt. Sherbrooke wurde schwer verwundet und für seine Verteidigung des Konvois mit dem Victoria-Kreuz ausgezeichnet. Bei schlechter Sicht und künstlichem Nebel wurden Sherbrookes Onslow und Obedient zwar beschädigt sowie die Achates versenkt, aber die Deutschen Angreifer konnten erfolgreich von den Frachtschiffen des Konvois ferngehalten werden. Nachdem die Angreifer abgedreht waren, gelang es in der Folge der britischen Nahsicherung – bestehend aus den Leichten Kreuzern Sheffield und Jamaica – an die Deutschen heranzukommen und mindestens drei Treffer auf dem Flaggschiff Admiral Hipper zu erzielen, von denen einer die Geschwindigkeit des Kreuzers herabsetzte. Die Sheffield versenkte noch die Friedrich Eckoldt, die den Kreuzer zu spät als Feind erkannte. Wegen der ungeklärten Lage, der schlechten Sicht und eines Funkspruchs der Seekriegsleitung: („Entgegen Operationsbefehl Verhalten am Feind: Bereits bei gleich starkem Gegner Zurückhaltung üben, da Eingehen größeren Risikos für Kreuzer unerwünscht“), brach Vizeadmiral Kummetz das Gefecht ab.
Die Deutschen verloren die Friedrich Eckoldt, die Briten außer Achates noch den Minensucher Bramble; auch der Zerstörer Obdurate wurde durch die Lützow schwer beschädigt. Das für die deutsche Seite unbefriedigende Ergebnis der Schlacht führte wenige Tage später zum Rücktritt des Großadmirals Erich Raeder.
In der Nacht zum 6. Februar 1943 führten das Minenschiff Brummer (ex norwegische Olav Tryggvason) unter Korvettenkapitän der Reserve Karl-Friedrich Brill (1898–1943) und die Zerstörer Z 31 und Theodor Riedel unbemerkt das Minenunternehmen Bantos B gegen die Reede von Kildin durch. Auf dem Rückmarsch fuhr das sowjetische U-Boot K-22 einen erfolglosen Angriff gegen den Verband mit zwei Drei-Torpedo-Fächerschüssen.
Am 10. und 11. März verlegte Z 31 mit der Lützow und der Theodor Riedel aus dem Kaafjord in die Bogenbucht bei Narvik, wo am 12. auch die Schlachtschiffe Scharnhorst und Tirpitz mit den Zerstörern Z 28, Paul Jacobi, Karl Galster und den Torpedobooten Jaguar und Greif einliefen. Vom 22. bis 24. März verlegten die schweren deutschen Einheiten in den Altafjord. Diese Massierung deutscher Schiffe in Nordnorwegen und die Anforderungen der Schlacht im Atlantik (Aufstellung von Support Groups) zwangen die britische Admiralität, für den Sommer 1943 die Murmansk-Konvois einzustellen.
Vom 6. bis zum 9. September griff die deutsche Kampfgruppe unter Admiral Kummetz mit den Schlachtschiffen Tirpitz und Scharnhorst und neun Zerstörern alliierte Stützpunkte auf Spitzbergen an (Unternehmen Sizilien). Die deutschen Einheiten griffen die verschiedenen Stützpunkte an, Tirpitz lief mit der 4. Zerstörerflottille (Z 33, Z 29 und Z 31) unter Kapitän zur See Rolf Johannesson nach Barentsburg weiter. Z 31 geriet beim Einlaufen nach Barentsburg unter Beschuss der Verteidiger und erhielt acht Treffer an Oberdeck und der Außenhaut (ein Toter, ein Verwundeter). Den deutschen Angreifern gelang die Vernichtung von Kohlen- und Vorratslagern und sie sprengten Wasser- und E-Werke, ehe sie zum Altafjord zurückkehrte.
Das Ende November geplante Minenunternehmen Katharina der 4. Zerstörerflottille mit den Zerstörern Z 30, Z 31 und Z 33 gegen die sowjetische Nordmeerküste wurde abgebrochen, da die Briten wieder Nordmeergeleitzüge bildeten, die auch von den deutschen Überwasserschiffen angegriffen werden sollten.
Als Mitte November 1943 im Seegebiet der Großen Fischerbank britische Räumverbände durch Luftaufklärung festgestellt wurden, erneuerten die deutschen Minenschiffe Ostmark, Brummer und Elsaß vom 4. bis 6. Dezember 1943 unter Sicherung der Zerstörer Z 31, Theodor Riedel und Hans Lody in der östlichen Nordsee die Minensperren, um den Zugang nach Dänemark und ins Skagerrak weiter zu blockieren. Anschließend verlegte Z 31 nach Wesermünde zur routinemäßigen Werftliegezeit, bei der auch der 15-cm-Doppelturm auf dem Vorderdeck eingebaut wurde.

### Zweiter Norwegen-Einsatz
Vom 29. April bis 4. Mai 1944 verlegte Z 31 unter dem neuen Kommandanten Korvettenkapitän Karl Paul mit Material für die Tirpitz aus Kiel nach Alta. Am 30. Juni / 1. Juli war der Zerstörer am Vorstoß der 4. Zerstörerflottille unter Johannesson mit den Zerstörern Z 29, Z 33, Z 34 und Z 38 zur Bäreninsel beteiligt. Bei den Luftangriffen britischer Trägerflugzeuge auf die Tirpitz an ihrem Liegeplatz vom 22. bis 29. August gelang dem Zerstörer mindestens der Abschuss einer Maschine; beim letzten Angriff wurde Z 31 durch Bordwaffenfeuer der Angreifer leicht beschädigt.
Ab dem 21. Oktober unterstützten die fünf Zerstörer der 4. Zerstörerflottille die Absetzbewegung des XIX. Gebirgskorps an der Murmansk-Front und aus Finnland. Im November deckte Z 31 mit den Schwesterschiffen Z 33, Z 34 und Z 38 den weiteren Rückzug aus dem Tanafjord. Am 16. Dezember warf Z 31 mit Z 29 eine Minensperre vor Honningsvaag, die am 27. von Z 31  und Z 33 erweitert wurde. Am 3. Januar 1945 legten die beiden Zerstörer eine weitere Minensperre vor Hammerfest. Am 22. Januar 1945 verminten Z 31, Z 34 und Z 38 noch weitere Fjorde in Nordnorwegen und versuchten dann unter dem Flottillenchef Kapitän zur See Hubert von Wangenheim aus den norwegischen Gewässern in die Ostsee zu verlegen.

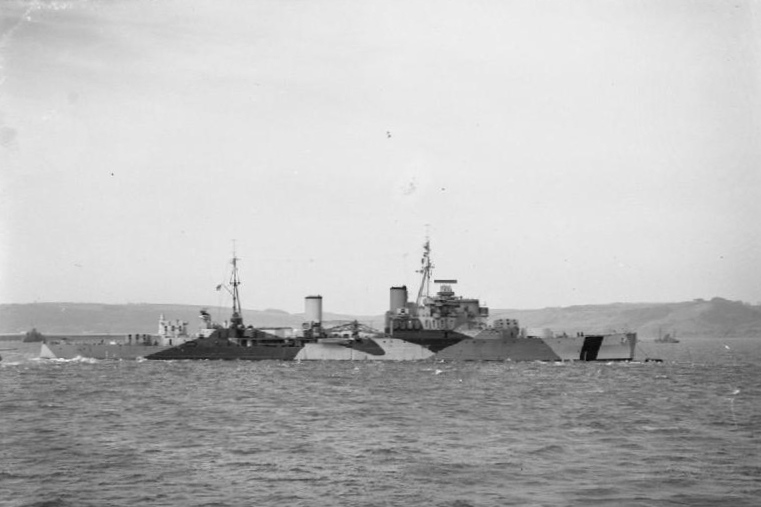
Die Mauritius

Am 25. Januar 1945 verließen die drei Zerstörer der 4. Zerstörerflottille Tromsø auf dem Marsch nach Süden. Durch die Entschlüsselung des deutschen Funks hatten die Briten Kenntnis von der Verlegung. Sie erwarteten eine Verlegung in den norwegischen Küstengewässern und planten einen Luftangriff aus Schottland auf die deutschen Schiffe. Dazu befand sich ein britischer Verband mit drei Geleitträgern, einem schweren Kreuzer und sechs Zerstörern in See. Von Wangenheim hatte sich allerdings für einen schnellen Überführungsmarsch außerhalb der Küstengewässer entschieden. Für diesen nicht erwarteten Fall hatte die Home Fleet die Leichten Kreuzer Diadem und Mauritius unter Vizeadmiral Frederick Dalrymple-Hamilton ohne Zerstörerunterstützung nördlich von Bergen in See.
Am Abend des 27. entdeckten britische Flugzeuge die deutschen Zerstörer westlich des Sognefjord und griffen sie erfolglos an. Die Deutschen liefen weiter Richtung Bergen und wurden kurz nach Mitternacht von den britischen Kreuzern abgefangen. Bei durch den Vollmond guter Sicht schossen die Briten zusätzlich Leuchtgranaten und Wangenheims Führungszerstörer Z 31 erhielt insgesamt sieben Treffer der Mauritius. Der Doppelturm am Bug war außer Gefecht und brannte aus, Z 31 konnte auch seine Torpedos nicht mehr einsetzen, aber seine Maschine war nicht beeinträchtigt. An Bord des Zerstörers starben 55 Mann und weitere 24 wurden schwer verletzt. Der die Führung übernehmende Zerstörer Z 34 unter Fregattenkapitän Karl Hetz versuchte mit Z 38 durch Torpedoangriffe die Briten zu einer Kursänderung zu bringen, was nicht gelang. Z 34 erlitt einen Treffer am Rumpf, Z 38 durch einen Schaden an einem Heizrohr einen Schornsteinbrand. Hetz brach den Marsch nach Süden ab und lief mit den drei Zerstörern zurück und in den Schutz der Küste. Die Deutschen erzielten auf der verfolgende Mauritius einen Treffer im Messedeck ohne Opfer und auf Diadem einen Treffer auf dem Bootsdeck, der einen Mann tötete und drei verletzte. Bei der ruhigen See konnten die Zerstörer ihre Höchstgeschwindigkeit erreichen und liefen den britischen Kreuzern davon und gelangten in den Schutz von Küstenbatterien. Als diese das Feuer eröffneten, brachen Diadem und Mauritius die Verfolgung ab und kehrten nach Scapa Flow zurück. Die deutschen Zerstörer liefen durch die Küstengewässer nach Bergen, von wo Z 34 und Z 38 am Abend erneut in See gingen und trotz britischer Luftangriffe über Stavanger am 1. Februar Kiel erreichten.
Nach ersten Notreparaturen lief Z 31 am 8. Februar 1945 aus Bergen aus und erreichte am 9. Februar Horten. Das Boot ging dann in die Akerswerft in Oslo. Da kein Ersatz-Doppelturm verfügbar war, erhielt der Zerstörer ein 10,5-cm-Flak-Geschütz hinter Schutzschild auf der Back. Vom 15. bis 17. März verlegte Z 31 nach Kopenhagen und vom 19. bis 20. März weiter nach Gdingen (damals Gotenhafen).

### Letzte Einsätze in der Ostsee
Am 23. März 1945 schleppte der Zerstörer das seit 1942 nicht einsatzbereite Schlachtschiff Gneisenau in die Hafeneinfahrt von Gotenhafen, wo es als Blockschiff versenkt wurde. Schon ab dem 22. März wurde Z 31 mit Z 38 zum Beschuss russischer Stellungen bei Gotenhafen eingesetzt. Auch in den Folgetagen beschoss Z 31 russische Stellungen. Am Landzielschießen beteiligt waren auch der Kreuzer Lützow, Z 34 und ab dem 25. auch der behelfsmäßig fahrbereit gemachte Kreuzer Leipzig. Z 31 wehrte dabei auch mehrere russische Luftangriffe ab. Am 27. kam es durch fehlerhafte Munition zu einem Rohrkrepierer an Bord, der vier Mann tötete und 18 verwundete. Am 29. März 1945 sicherte Z 31 mit anderen Zerstörern die Kreuzer Lützow und Prinz Eugen sowie mehrere Transporter und Versorger bei Gotenhafen. Am 30. März stellten Z 31 und Z 34 die Fla-Sicherung für das am Vortag bei einem Luftangriff beschädigte Trossschiff Franken. Ab dem 31. März 1945 wurde Z 31 wieder zum Landzielbeschuß und zur Sicherung der Kreuzer bei Gotenhafen eingesetzt.
Am 8. April begleitete Z 31 mit den Flottillenchef von Wangenheim an Bord zusammen mit Z 38 die aus der Danziger Bucht nach Westen verlegenden Kreuzer Prinz Eugen und Lützow. Bei den häufigen sowjetischen Luftangriffen erhielt der Zerstörer zwei Bombentreffer und lief zu Instandsetzungsarbeiten nach Swinemünde, wo Z 31 am 14. April wegen der angespannten Treibstofflage stillgelegt wurde. Am 18. April verlegte der Zerstörer nach Kiel, kehrte dann wieder nach Swinemünde zurück. Am 27. April verließen Z 31 und Z 33 unter Mitnahme der neu aufgestellten Ersatzabteilung für Flottenstreitkräfte Swinemünde und marschierten nach Kiel, wo sie am 28. eintrafen. Ein sowjetischer Luftangriff hatte zu Splitterschäden und drei Verwundeten geführt. Am 29. / 30. April marschierten die beiden Zerstörer durch den Kaiser-Wilhelm-Kanal nach Brunsbüttel. Hier blieb der nur bedingt einsatzbereite Zerstörer Z 31 bis Kriegsende liegen, während Z 33 am 7. Mai noch an das andere Elbufer nach Cuxhaven verlegte.

## Kommandanten
| 11. April 1942 bis Dezember 1943 | Korvetten-/Fregattenkapitän Hermann Alberts | 1905– | zuletzt Kapitän zur See (Bundesmarine) |
| Dezember 1943 bis 8. Mai 1945    | Korvettenkapitän Karl Paul                  | 1908– |                                        |

## Nachkriegsverwendung
Am 16. Mai wurde die deutsche Besatzung in ein Gefangenenlager verbracht und Z 31 mit einem kleinen deutschen Restkommando von der Royal Navy übernommen. Ende Mai 1945 wurde der Zerstörer nach Wilhelmshaven verlegt, wo im Oktober und November Instandsetzungsarbeiten an dem Zerstörer durchgeführt wurden. Im Januar 1946 verlegte Z 31 zum Firth of Forth vor Rosyth. Der Zerstörer wurde an die französische Marine abgetreten und im Februar 1946 nach Cherbourg verlegt. Am 4. Februar 1946 wurde Z 31 dort als Marceau mit den ehemals deutschen Zerstörern Z 25 / Hoche , Paul Jacobi / Desaix und Theodor Riedel / Kleber unter der Tricolore in Dienst gestellt. Erst jetzt ging die immer wieder verkleinerte deutsche Restbesatzung endgültig von Bord und wurde nach Deutschland zurückgebracht. Die vier Zerstörer bildeten die 1. DCT (division de contre torpilleurs).

### Torpilleurs der französischen Marine aus dem Bestand der Kriegsmarine
| Name       | ex   | Kennung     | fertig     | Typ                     | gestrichen                                        |
| ---------- | ---- | ----------- | ---------- | ----------------------- | ------------------------------------------------- |
| Marceau    | Z 31 | T01, D 601  | 11.04.1942 | Zerstörer 1936A (mob)   | Januar 1958                                       |
| Hoche      | Z 25 | T02, D 602  | 30.11.1940 | Zerstörer 1936A         | Januar 1958                                       |
| Kleber     | Z 6  | T03, D 603  | 2.07.1937  | Zerstörer 1934A         | April 1957                                        |
| Desaix     | Z 5  | T04,        | 29.06.1937 | Zerstörer 1934A         | Februar 1954                                      |
|            | Z 39 | USN: DD-939 | 21.08.1943 | Zerstörer 1936A (mob)   | 1947 an Frankreich, Materialreserve, 1961 Abbruch |
| L’Alsacien | T 23 | T07, D 604  | 14.06.1942 | Flottentorpedoboot 1939 | Juni 1954                                         |
| Lorraine   | T 28 | T08, D 605  | 19.06.1943 | Flottentorpedoboot 1939 | Oktober 1955                                      |
|            | T 35 | USN: DD-935 | 7.10.1944  | Flottentorpedoboot 1939 | 1948 an Frankreich, Materialreserve, 1952 Abbruch |
| Dompaire   | T 14 | T09         | 14.06.1941 | Torpedoboot 1937        | Oktober 1951, nicht eingesetzt                    |
| Bir Hakeim | T 11 | T10         | 24.05.1940 | Torpedoboot 1935        | Oktober 1951, nicht eingesetzt                    |
| Baccarat   | T 20 | T11         | 5.06.1942  | Torpedoboot 1937        | Oktober 1951, nicht eingesetzt                    |

Die Namen der vier ehemals deutschen Zerstörer nach Generälen der Revolutionskriege, die sich gegen die Österreicher und Bayern ausgezeichnet hatten, waren im April 1939 auch für die letzte Bestellung von vier (Groß-)Zerstörern der Mogador-Klasse vor dem Krieg vorgesehen, die schon im Herbst 1939 annulliert wurde. Namensgeber für Z 31 war François Séverin Marceau. Der 1796 nach einer Verletzung in Altenkirchen (Westerwald) verstorbene französische Revolutionsgeneral hatte sich in den Revolutionskriegen am Rhein ausgezeichnet und genoss auf deutscher Seite auch hohes Ansehen.
Im Herbst 1947 wurde die Marceau ins Mittelmeer verlegt, wo der Zerstörer ab 1948 modernisiert wurde. 1950 kam er unter der Kennung D 601 wieder in Dienst. Als Buggeschütz führte die Marceau wieder eine 15-cm-Kanone und die leichten deutschen Fla-Geschütze waren durch acht einzelne 40-mm-Bofors-Geschütze ersetzt, von denen vier hinter dem Buggeschütz und die anderen um den hinteren Schornstein aufgestellt waren. 1953 wurde das Boot in Cherbourg nochmals überholt, aber schon 1954 außer Dienst gestellt. 1958 wurde das Boot zum Abbruch verkauft und 1962/63 abgewrackt.